# الساندرو سزارینی (بازیکن فوتبال)
الساندرو سزارینی (انگلیسی: Alessandro Cesarini؛ زادهٔ ۱۹ ژوئن ۱۹۸۹) بازیکن فوتبال اهل ایتالیا است.
از باشگاه‌هایی که در آن بازی کرده‌است می‌توان به باشگاه فوتبال سورنتو کالچو، باشگاه فوتبال اسپتزیا، و باشگاه فوتبال روبور سیه‌نا اشاره کرد.